# Герметический орден Золотой зари
Гермети́ческий о́рден Золото́й зари́ (англ. Hermetic Order of the Golden Dawn, лат. Ordo Hermeticus Aurorae Aureae), сокращённо — «Золотая заря» или «Золотой рассвет», — магический орден, представляющий собой оккультную организацию, действовавший в Великобритании в течение второй половины XIX — начала XX века, практиковавший теургию, магию, алхимию и поощрявший духовное развитие своих адептов. Произвёл одно из наиболее сильных влияний на западный оккультизм XX-го века.
Три основателя, Уильям Роберт Вудман, Уильям Уинни Уэсткотт и Сэмуэль Лиддел МакГрегор Мазерс были франкмасонами и членами Английского общества розенкрейцеров (лат. Societas Rosicruciana in Anglia, — S.R.I.A.). Уэсткотт считается инициатором первоначальной идеи о создании «Золотой зари».
Система «Золотой зари» основывалась на иерархии и инициациях, подобных масонским ложам, тем не менее, женщины принимались в орден на равных основаниях с мужчинами.
«Золотая заря» состояла из трёх орденов, и по сути была первым из них, то есть так называемым «внешним орденом». Однако, зачастую всю совокупность орденов, из которых состоял орден «Золотой зари», часто называют по имени «внешнего ордена». Внешний орден обучал эзотерической философии, основанной на герметической каббале и персональном развитии посредством изучения и познания четырёх природных Стихий, основ астрологии, дивинации на таро и геомантии. Второй, или «внутренний орден» — «Рубиновой розы и золотого креста» (лат. Rosae Rubeae et Aureae Crucis) обучал практической магии, включая скраинг, астральные путешествия и алхимию. Третий орден состоял из «Тайных владык» («Неведомых высших»), весьма искусных, но не воплощённых на физическом плане, которые, как считалось, руководили действиями двух других орденов, через духовную связь с вождями второго ордена. Однако, сама история возникновения ордена говорит о том, что некоторые из тайных владык Третьего ордена все таки были воплощены на физическом плане, и представляют собой, судя по всем описаниям и их упоминаниям — неких очень загадочных личностей, о которых очень мало известно. Существует мнение, что активное участие в организации «Золотой зари» — приняли английские наследники линии мартинизма из оккультных кружков под названием «Друзья Сен-Мартена».
Представление о магии и ритуале в таких современных течениях Нью-эйдж, как викка или телема, было почерпнуто из «Золотой зари».

## История «Золотой зари»
Основными документами подлинного ордена «Золотой зари» являются Шифрованные рукописи, написанные на английском с использованием шифра тритемия. Манускрипты содержат конкретные наброски ритуалов степеней ордена и устанавливают учебный план постепенного обучения, включавшего герметическую каббалу, астрологию, оккультное таро, геомантию и алхимию.
Согласно документам ордена, рукописи были переданы Кеннетом Маккензи, масонским учёным, преподобному А. Ф. А. Вудфорду, которого британский оккультный писатель Фрэнсис Кинг описывает как четвёртого основателя(хотя Вудфорд и умер вскоре после основания Ордена). Документы не впечатлили Вудфорда, и в феврале 1886 года он передал их масону Уильям Уинни Уэсткотту, который сумел расшифровать их в 1887 году. Уэсткотт был очень доволен своим открытием и спросил мнения о нём у Сэмуэля Лиддела МакГрегора Мазерса. Уэскотт попросил Мазерса превратить манускрипты во вразумительную систему работы ложи. Мазерс в свою очередь попросил о помощи Уильяма Роберта Вудмана, и тот согласился. Мазерсу и Уэсткотту приписывают развитие набросков ритуалов из Шифрованной рукописи до рабочего вида. Мазерсу, как правило, также приписывают разработку учебных программ и ритуалов Второго Ордена, который он назвал Rosae Rubae et Aureae Crucis (RR et AC, Рубиновой розы и золотого креста).

### Шифрованные рукописи
Уильям Уинни Уэсткотт получил Шифрованные рукописи в 1887 году от преподобного Вудфорда, пожилого масона. По другой версии Шифрованные рукописи перешли к Уэсткотту в августе 1877 вместе с письмом Вудфорда, в котором тот впервые упоминает о существовании «Золотой зари» и указывает на некую «пожилую Сестру из Германии», с которой Уэсткотту необходимо связаться.
Также существует версия, что «Шифрованные рукописи» были написаны Кеннетом Маккензи, автором «Королевской масонской энциклопедии» и членом S.R.I.A. Маккензи знал Элифаса Леви и был другом Фредерика Холланда. По мнению одного из исследователей истории Золотой Зари Р. А. Гилберта — Храм Германубис был прототипом основанной Холландом в 1883 году эзотерической группы, известной как «Общество Восьми». Маккензи составил ритуалы для этой группы, схематично отображенные в Шифрованных рукописях. После смерти Макензи рукописи досталась Уэсткотту.
Сами Шифрованные рукописи представляют собой зашифрованный текст объёмом около 60 страниц. Ключ к тексту был найден Уэсткоттом в «Полиграфии» аббата Иоганна Тритемия. В этих документах содержались схемы серии ритуалов, которые и были положены в основу создания Герметического ордена «Золотой зари». Однако, следует заметить, что сами Шифрованные рукописи представляют собой действительно схемы, более похожие на черновики ритуалов, записанные по памяти одним из посетителей собраний, где такого рода ритуалы могли проводиться. Если смотреть на них под другим углом, то они представляют собой черновые наброски, или скорее — «план», по которому автор собирался разрабатывать целостную систему.
Также, по версии Уэсткотта, среди листов этого Шифрованных рукописей им был обнаружен адрес некой фрейлин Анны Шпренгель, немецкого адепта Ордена Золотого рассвета (нем. Die Goldene Dammerung). Уэсткотт написал по указанному адресу письмо и получил ответ. В ходе переписки, продолжавшейся вплоть до смерти Анны Шпренгель в 1890 году, английским оккультистам было позволено организовать третий храм ордена «Золотой зари» в Лондоне — храм Исиды-Урании.
Первый храм, или отделение ордена «Золотой зари», по этой версии скорее всего располагалось в Германии, и именовалось «Свет, любовь, жизнь», второе — «Германубис» ранее уже основывалось в Англии.

## Влияние других оккультных учений
На идеи и работу «Золотой зари» оказали сильное влияние: христианский мистицизм, каббала, герметизм, религия Древнего Египта, теургия, франкмасонство (в особенности масонский Устав Мемфис-Мицраим), алхимия, розенкрейцерство, теософия, енохианская магия Джона Ди и Эдварда Келли, гримуары эпохи Возрождения, а также Элифас Леви, Папюс, и другие представители континентальной оккультной школы, на то время представленной учением мартинизма.

## Основание Первого храма
В октябре 1887 года Уэсткотт написал Анне Шпренгель, чье имя и адрес были получены при расшифровке Шифрованных манускриптов. Уэсткотт утверждал, что получил мудрый ответ, в котором были дарованы почетные степени «свободных адептов» Уэсткотту, Мазерсу и Вудману, а также хартия на открытие храма Золотой Зари, работавшего в пяти степенях, чьи наброски содержались в манускриптах.
Таким образом, уже в 1888 году в Лондоне был основан храм Исиды-Урании, где практиковались и совершенствовались ритуалы, декодированные из шифрованных манускриптов. Также, было принято решение о том, чтобы женщинам разрешалось членство в Ордене на правах «абсолютного равенства» с мужчинами, в отличие от SRIA и регулярного масонства, позаимствовав образец смешанного послушания из уже существовавших либеральных масонских Уставов, таких как Египетское масонство Калиостро, и эзотерическое масонство Мемфис-Мицраим. В этом первом храме не изучали никаких магических практиках per se (за исключением изгоняющих ритуалов и медитаций), отдавая предпочтение обучению философии и метафизике. Он был назван Внешним, или Первым орденом, и четыре года «Золотая заря» состояла только из него. Внутренний орден, который начал действовать в 1892 году, был кругом адептов, прошедших весь курс обучения Внешнего ордена. Эта группа в конечном итоге и стала известна как Второй орден.
В течение короткого времени после начала работы Внутреннего ордена были основаны храм Осириса в Уэстон-сьюпер-Мэр, храм Гора в Брадфорде и храм Амон-Ра в Эдинбурге. Несколькими годами позже Мазерс основал храм Ахатхор в Париже.

## Тайные Владыки
В 1891 году переписка Уэсткотта с Анной Шпренгель внезапно прекратилась, и он получил известие из Германии то ли о её смерти, то ли о том, что её товарищи не одобряли основание Ордена, и дальнейшая связь невозможна. Поэтому, если основатели желают связаться с «Тайными владыками», они должны делать это сами. В 1892 году Мазерс провозгласил, что связь с «Тайными владыками» установлена, и добавил ритуалы для Второго ордена — Ордена Рубиновой розы и Золотого креста. Ритуалы были основаны на предании о могиле Христиана Розенкрейца, и Усыпальница Адепта стала силой, контролировавшей Внешний орден. Позже, в 1916 году, Уэсткот заявил, что Мазерс также составил эти ритуалы на основе материалов, полученных от брата Lux ex Tenebris, некоего «континентального адепта». Заявление Уэсткотта дает возможность предположить, что возможно, Мазерс вступил в контакт с неким представителем Континентальной оккультной розенкрейцерской школы, или линии преемственности. Возможно, это был кто-либо из Ордена Мартинистов Папюса, активно развивавшегося в то же самое время во Франции, и своей осевой идеей имеющий также Розенкрейцерство.
Некоторые последователи традиции «Золотой зари» верили, что «Тайные владыки» не обязательно являются живущими людьми или сверхъестественными существами, но скорее представляют собой символ реальных или легендарных источников духовного эзотеризма, великого руководителя, или учителя духовного пути или практики, нашедших выражение в учении ордена.

### Устройство общества и его учение
Согласно «Исторической лекции», написанной Уэсткоттом, орден представляет собой герметическое общество, члены которого изучают принципы оккультной науки и магии Гермеса Трисмегиста. Система степеней, используемых в ордене, была заимствована от Английского общества розенкрейцеров (Societas Rosicruciana in Anglia — S.R.I.A.), где состояли  Уэсткотт и Мазерс , и представляла собой 10 степеней по аналогии с 10 сфирот, последовательное прохождение которых символически отражало духовное совершенствование члена Ордена.
Учение ордена представляло собой синтез различных оккультных доктрин, в частности, в ордене изучались герметизм, каббала, алхимия, таро, астрология, геомантия, ритуальная магия, магия талисманов, вызывание духов, и многое другое.

## Золотой век
К середине 1890-х годов «Золотая заря» укрепила своё положение в Великобритании, и включала более сотни членов, среди которых были представители всех слоёв викторианского общества. В лучшие времена Золотой Зари его членами были многие знаменитости, такие как актриса Флоренс Фар и ирландская революционерка феминистка Мод Гонн, ирландский писатель Уильям Батлер Йейтс, уэльский писатель Артур Мэйчен и английские писатели Эвелин Андерхилл и Алистер Кроули.
Приблизительно в 1897 году Уэсткотт разрывает связи с «Золотой зарёй», оставив Мазерса руководить орденом. Предположительно, этот поступок мог быть связан с некоторыми оккультными документами, которые были найдены в двухколесном экипаже, благодаря чему о связи Уэсткотта с «Золотой зарёй» стало известно его начальству. Возможно, перед ним был поставлен выбор: уйти из ордена или оставить должность коронера. Несмотря на отсутствие доказательств того, что Мазерс подбросил документы, похоже, что отношения между Мазерсом и Уэсткоттом после этого происшествия едва не закончились. После ухода Уэсткотта Мазерс назначил Флоренс Фарр на должность  Верховного адепта в Англии. Генри Барри сменил Уэскотта в должности канцлера — одного из Верховных адептов ордена.
Мазерс оставался единственным действующим членом-основателем после «ухода» Уэсткотта. Однако из-за личных противоречий между другими членами и уходом Мазерса из центра деятельности лож в Великобритании в Париж, среди членов Второго ордена росли сомнения в авторитете Мазерса как лидера.

## Восстание
К концу 1899 года «верховные адепты» храмов Исиды-Урании и Амона-Ра выразили недовольство руководством Мазерса и его растущей дружбой с Кроули. Они также стремились вступить в контакт с Тайными владыками самостоятельно, независимо от Мазерса. Личные разногласия внутри храма Изиды-Урании были обусловлены спорами между Сферой (англ. The Sphere) Флоренс Фарр, тайной группы внутри храма Изиды-Урании, и остальными Младшими адептами.
В Лондоне Кроули отказали в инициации в «младшие адепты». Мазерс отменил их решение и быстро посвятил его в храме Ахатхор в Париже 16 января 1900 года. По возвращении в лондонский храм Кроули потребовал у мисс Кракнелл, действующего секретаря, документы удостоверяющие полученную им степень. Для лондонских «верховных адептов» это стало последней каплей. Флоренс Фарр, уже считавшая, что лондонский храм должен быть закрыт, написала Мазерсу, выражая своё желание уйти в отставку как его представительница, и готовность остаться, пока не найдется правопреемник. Мазерс ответил 16 февраля обвинениями в адрес Уэсткотта, полагая, что за таким поворотом событий стоит именно он, и поставил под сомнение связь и переписку Уэсткотта с «Тайными владыками». После того, как остальные Верховные адепты в Лондоне были уведомлены, 3 марта они избрали «комитет семи», и потребовали провести полное расследование. 23 марта Мазерс прислал немедленный ответ, отказавшись предоставлять доказательства, отказавшись признавать лондонский храм, и освободив от должности своего представителя Флоренс Фарр. В ответ 29 марта в Лондоне было созвано генеральное собрание с целью сместить Мазерса с должности главы и исключить его из ордена.

## Расколы
В 1901 году Йейтс частным образом опубликовал памфлет «Остается ли орден «Рубиновой розы и золотого креста» магическим орденом?». После того, как храм Исиды-Урании провозгласил независимость, споров стало ещё больше, что привело к отставке Йейтса. «Комитет трёх», состоявший из П. В. Баллока, М. В. Блэкдена и Дж. У. Броди-Иннеса, принял на себя временное руководство орденом и храмом Исиды-Урании. Вскоре Баллок ушёл в отставку, и Роберт Фелкин занял его место.
В 1903 году А. Э. Уэйт и Блэкден объединились, чтобы сохранить название Исиды-Урании, тогда как Фелкин и другие лондонские члены основали Орден утренней звезды, в котором Йейтс оставался до 1921 года, а Броди-Иннес продолжал деятельность в своём храме Амон-Ра в Эдинбурге.

## Реорганизация
Когда Мазерс осознал, что уладить конфликт невозможно, он попытался восстановиться в Лондоне. Храмы Брадфорда и Уэстон-сьюпер-Мэр оставались лояльны к нему, но в них было мало членов. Тогда он назначил Эдмунда Берриджа своим представителем. Согласно Френсису Кингу, исторические свидетельства указывают на то, что «в 1913 году в процветающем Втором Ордене при Берридже-Мазерсе было 23 члена».
Дж. У. Броди-Иннес продолжал возглавлять храм Амон-Ра, решив, что бунт был неоправдан. В 1908 году Мазерс и Броди-Иннес были в полном согласии друг с другом. Согласно источникам, которые расходятся во мнении относительно фактической даты, где-то между 1901 и 1913 годами Мазерс переименовал ветвь «Золотой зари», которая оставалась лояльной к его лидерству, в Орден Альфа и Омега. Броди-Иннес принял на себя руководство английскими и шотландскими храмами, а Мазерс сосредоточился на увеличении своего храма Ахатхор и расширении американских связей. Согласно оккультисту Израелю Регарди, «Золотая заря» появилась в США до 1900 года, и в Чикаго был основан храм Тота-Гермеса. До начала Первой мировой войны в 1914 году, Мазерс основал два или три американских храма.
Большинство храмов орденов орденов «Альфа и Омега» и «Stella Matutina» (Орден утренней звезды) к концу 1930-х закрылись или бездействовали, за исключением двух храмов ордена «Stella Matutina»: храма Гермеса в Бристоле, который нерегулярно функционировал до 1970-х, и Вэйр Ра в Северном Хавелоке, Новая Зеландия, который постоянно действовал до закрытия в 1978 году.

## Устройство и степени
Большая часть иерархической структуры Золотой Зари была заимствована из SRIA, которое в свою очередь происходило от Ордена розового и золотого креста.
Первый орден
- Вступление: Неофит 0=0
- Зелатор 1=10
- Теоретик 2=9
- Практик 3=8
- Философ 4=7

Второй орден
- Промежуточная степень: Портал
- Младший адепт 5=6
- Старший адепт 6=5
- Свободный адепт 7=4

Третий орден
- Магистр Храма 8=3
- Маг 9=2
- Ипсиссимус 10=1

Парные номера степеней относятся к позициям на Древе Жизни. Степень Неофита 0=0 не имеет позиции на Древе. В других парах, первое число представляет количество ступеней от дна (Малхут), а вторая цифра — число шагов сверху вниз (с Кетер).
Степени Внешнего ордена связаны с четырьмя стихиями: землёй, воздухом, водой и огнём соответственно. Кандидат на получение степени получал инструкции о метафизическом значении каждого из этих элементов, и должен был сдать письменный экзамен и продемонстрировать определённые навыки для получения доступа на эту степень.
Второй орден не был, строго говоря, частью «Золотой зари», но являлся отдельным орденом, известным как ордена «Рубиновой розы и Золотого креста». Второй орден руководил учением Внешнего ордена и управлял им.
После прохождения степени «портала» кандидат получал наставления, касающиеся практической магии. После сдачи экзамена и получения согласия остальных «верховных адептов», кандидат получал степень Младшего адепта (5=6). Она в свою очередь состояла из четырёх под-степеней, соответствующих четырём степеням Внешнего ордена .
Член Второго ордена имел власть и полномочия инициировать кандидатов во Внешний орден, хотя, как правило, не без разрешения владык своего храма.

## Известные члены
- Алджернон Блэквуд (1869—1951), английский писатель и путешественник, один из ведущих авторов-мистиков, классик литературы ужасов и рассказа с привидениями первой половины XX века. Кавалер Ордена Британской империи (CBE)[38][39].
- Анни Хорниман[англ.] (1860—1937), британский продюсер репертуарного театра и новатор; член богатой семьи Хорниман[англ.] — торговцев чаем, владельцев англ. Horniman and Company[40][41].
- Анна Элизабет, графиня де Бремон[англ.] (1849—1922) американская журналистка, писательница, поэтесса и певица. Была посвящена в Орден Золотой Зари в мае 1888 года вместе с женой Оскара Уайльда Констанс[42].
- Арнольд Беннет (1867—1931), британский писатель, журналист и драматург, литературный критик[43].
- Артур Мейчен (1863—1947), ведущий лондонский писатель 1890-х, автор известных фантастических и оккультных романов, таких как «Великий Бог Пан», «Белые Люди» и «Холм Снов». Валлиец по рождению и воспитанию[44][45].
- Габриэль Бортвик[англ.] (30 июня 1866 г. — 10 октября 1952 г.) автомобилист-первопроходец и механик, была одной из первых богатых женщин-автомобилистов, открывших гараж и школу для обучения мужчин и женщин вождению автомобилей. Являлась председателем исполнительного комитета женской автомобильной и спортивной ассоциации, которая была связана с Королевским автомобильным клубом[46][39].
- У. Б. Йейтс (1865—1939), ирландский поэт, драматург и писатель[47][48][49].
- Мойна Мазерс[англ.] (1865—1928), художница, получившая образование в Лондоне, жена С. Л. МакГрегора-Мазерса и сестра философа Анри Бергсона[50][51].
- Роберт Фелкин[англ.] (1853—1925), медик-миссионер, антрополог и исследователь Центральной Африки, писатель, основатель новозеландского отделения Золотой Зари и храма Smaragdum Thalasses[англ.][52][53].
- Сакс Ромер (1883—1959) (англ. Sax Rohmer, псевдоним Артура Генри Сарсфилда Уорда), писатель, наиболее известный циклом остросюжетных романов о докторе Фу Манчу[44].
- Сэмюэль Лидделл МакГрегор-Мазерс (1854—1918), британский масон, один из трех основателей Золотой Зари, плодовитый писатель, оккультист и исследователь[54][51].
- Сэр Артур Конан Дойл (1859—1930), создатель Шерлока Холмса, врач, ученый и спиритуалист[55].
- Уильям Уинн Уэсткотт[англ.] (1848—1925), основатель «Золотой Зари», врач, лондонский коронер, плодовитый писатель, британский масон, бывший верховный маг Розенкрейцерского общества Англии (SRIA)[56][53].
- Уильям Роберт Вудман[англ.] (1828—1891), врач, британский масон, бывший верховный маг Розенкрейцерского общества Англии, один из трех основателей Золотой Зари[57][39].
- А. Э. Уэйт (1857—1942), британский писатель, масон и соавтор колоды Таро Райдера — Уэйта[58][53].
- Флоренс Фарр[англ.] (1860—1917), лондонская театральная актриса и музыкант[38][53].
- Беннетт, Чарльз Генри Аллан (1872—1923), наиболее известен тем, что основал первую Буддийскую миссию в Соединённом Королевстве и стремился распространять учение о Дхарме на Западе[59][60].
- Уильям Шарп (1855—1905) — шотландский писатель, поэт и мистик, литературный критик и биограф, с 1893 года работавший также под тайным псевдонимом Фиона Маклауд (англ. Fiona Macleod)[61].
- Эдмунд Берридж[англ.] (1843—1923) — гомеопат и оккультист[62][60].

## Культурное влияние
Учение Ордена оказало большое влияние на многие оккультные организации, возникшие после его распада, его система легла в основу многих эзотерических практик, а также оказало влияние на литературу через таких авторов, как Артур Мэйчен, А. Э. Уэйт, У. Б. Йейтс, А.Блэквуд.

## Книга «Золотая заря»
Книга «Золотая заря» Израеля Регарди вышла в свет в 1937 г. Книга разделена на несколько основных разделов. Сначала идут обучающие лекции, в которых описываются основные учения Каббалы, символизм, медитация, геомантия и т. д. Затем следуют ритуалы внешнего ордена, состоящие из пяти ритуалов посвящения в степени Золотой Зари и раздел, посвящённый ритуалам внутреннего ордена, включая два ритуала инициации и церемонии равноденствия. Как система и как книга она была самым используемым источником для современных западных оккультных и магических трудов, в качестве учебника и энциклопедии.

## Современные ордена «Золотой зари»
Так как ни один из храмов, обладающий бесспорной линией преемственности, не прожил дольше 1970-х, за исключением полностью пересмотревшего всю систему Храма Пола Фостера Кейса, который был преобразован в Орден «Строителей Святая Святых» (Builders of the Adytum, B.O.T.A.), несколько организаций возродили учение и ритуалы изначального Ордена «Золотой зари». Среди них следующие имеют особое значение:
- The Hermetic Order of the Golden Dawn, Inc.[англ.]
- The Open Source Order of the Golden Dawn[англ.]
- The Hermetic Order of the Golden Dawn in Britain[64]
- Ordo Stella Matutina[65]
- Rosicrucian Order of the Golden Dawn[66]
- Order of the Golden Dawn[67]
- Esoteric Order of the Golden Dawn[68]
- Hermetic Order of the Golden Dawn, outer Order of the Rosicrucian Order of Alpha et Omega[69]
- The Hermetic Order of the Golden Dawn in Latin America and Spain[70]
- The Order of the Golden Dawn in the Outer[71]
- Ordo Splendor Lucis[72]